# Montoggio
Montoggio est une commune italienne de la ville métropolitaine de Gênes dans la région Ligurie en Italie.

## Histoire
Les premières mentions historiques identifient la ville sous le nom de Montobbio, ce dès le Xe siècle.
Le village est tout d'abord une possession de l'évêché de Tortona. Il devient ensuite la propriété de la famille Malaspina, par don de l'empereur Frédéric Ier du 23 septembre 1164 à Opizzone Malaspina, confirmé en 1221 par l'empereur Frédéric II en la personne de Opizzone Corrado Malaspina, avec la vallée de Scrivia.
Au cours de la « conspiration de Fieschi » (congiura dei Fieschi) contre la république de Gênes en 1547, le château est assiégé par l'armée génoise, commandée par le capitaine Agostino Spinola. Après la mort de Giovanni Luigi Fieschi, l'un des artisans de la conspiration contre l'amiral Andrea Doria, le château est occupé par son frère, Jérôme Fieschi, avec ses fidèles. Sur la suggestion même de Doria, le château est minée puis détruit; le village de Montaggio devient ainsi un fief de la république de Gênes.
Durant la guerre de Succession d'Autriche, la région devient en 1747 un champ de bataille entre les Génois et les Autrichiens.
À partir de 1797, la région est sous domination française et sera intégrée à l'Empire dès sa création en 1804 par Napoléon Ier. Montoggio devient la capitale du canton de Scrivia.
À la suite du congrès de Vienne de 1814, la région est intégrée au royaume de Sardaigne en 1815, puis au royaume d'Italie en 1861. De 1859 à 1926, le territoire est inclus dans le district XII de Staglieno de la circonscription de Gênes de la province de Gênes.
Au cours de la Seconde Guerre mondiale, la ville est bombardée par les forces aériennes alliées et devient le théâtre d'une violente bataille entre les partisans de la brigade "Balilla" (Brigata Balilla) - du nom d'un légendaire Génois, Balilla - et les Allemands le 14 avril 1945.

### Blason
« Bandé d'argent et d'azur à la croix de gueules. Ornements extérieurs de la Ville »
(« Bandato d'argento e di azzurro alla croce piana, di rosso, attraversante. Ornamenti esteriori da Comune »)

## Administration
| Période                                  | Période                        | Identité      | Étiquette             | Qualité        |
| ---------------------------------------- | ------------------------------ | ------------- | --------------------- | -------------- |
| 2002                                     | 2003; 2003-2008; 2008-en cours | Centre gauche | "Uniti per Montoggio" | Valter Raineri |
| Les données manquantes sont à compléter. |                                |               |                       |                |

### Hameaux
Acquafredda inferiore, Acquafredda superiore, Barche, Bargagliotti, Bromia, Brugosecco, Ca’, Ca’ Giacomini, Cagliardo, Campelo, Camponevoso, Campovecchio, Casà, Casalino, Carpi inferiore, Carpi superiore, Cascinette, Case vecchie di Carsegli, Cagliasca, Castello, Castiglione, Chiappa, Chiappari, Cravasco, Creto, Colletta, Ciana dei Ponti, Costa inferiore, Costa superiore, Cognole di Carsegli, Cognole dei Ponti, Cornaggiana, Corneto, Cuneo dei Corsi, Dego, Fascioli, Feglietto, Fontana Chiappa, Fontanasse, Fregagliasse, Gazzolo, Gorretta, Granara, Luega, Maglioni, Matallo, Montemoro, Morasco, Noci, Piandeiso, Prele, Pratolungo, Ponti, Pratogrande, Pianoguani, Rivè, Sanguineto inferiore, Sanguineto superiore, Sella, Serrato, Soriva inferiore, Soriva superiore, Terme, Tre Fontane, Vallecalde, Veixe, Rione, Poggio, Montebano

### Communes limitrophes
Casella, Davagna, Gênes, Sant'Olcese, Serra Riccò, Torriglia, Valbrevenna